# Fusaea longifolia
Fusaea longifolia (Aubl.) Saff. – gatunek rośliny z rodziny flaszowcowatych (Annonaceae Juss.). Występuje naturalnie w Boliwii, Peru, Ekwadorze, Kolumbii, Wenezueli, Gujanie, Surinamie, Gujanie Francuskiej oraz Brazylii (w stanach Acre, Amazonas, Amapá, Pará, Rondônia, Roraima, Maranhão i Mato Grosso). 

## Morfologia
PokrójZimozielone drzewo dorastające do 5–10 m wysokości. Gałęzie są owłosione.
LiścieMają podłużnie eliptyczny kształt. Mierzą 20–30 cm długości oraz 4–7 cm szerokości. Blaszka liściowa jest o spiczastym wierzchołku.
KwiatySą pojedyncze lub zebrane w pary, rozwijają się w kątach pędów. Płatki mają owalnie łyżeczkowaty kształt i osiągają do 3 cm długości i 2 cm szerokości. Kwiaty mają około 100 pręcików i 9–13 słupków.
OwoceZebrane w owocostany o kulistym kształcie. Mają gładką powierzchnię. Osiągają 6–10 cm średnicy.

## Biologia i ekologia
Rośnie w lasach. Występuje na wysokości do 500 m n.p.m.

## Zastosowanie
Owoce tego gatunku są jadalne.